# Le Bizot
Le Bizot ist eine französische Gemeinde mit 304 Einwohnern (Stand: 1. Januar 2022) im Département Doubs in der Region Bourgogne-Franche-Comté.

## Geographie
Le Bizot liegt auf 950 m, zwölf Kilometer nordöstlich von Morteau und etwa 13 Kilometer westnordwestlich der Stadt La Chaux-de-Fonds (Luftlinie). Das Dorf erstreckt sich im Jura, im Südwesten des Hochplateaus von Maîche, am Südfuß des Höhenzuges von Le Mémont. Das Gemeindegebiet gehört zum Regionalen Naturpark Doubs-Horloger.
Die Fläche des 7,85 km² großen Gemeindegebiets umfasst einen Abschnitt des französischen Juras. Der südliche Teil des Gebietes wird vom Hochplateau von Maîche eingenommen, das durchschnittlich auf 910 m liegt. Es ist überwiegend von Wies- und Weideland bestanden, zeigt aber auch einige Waldflächen. Im Süden verläuft die Grenze entlang dem Ruisseau des Seignes, einem Bach, der nach kurzer Laufstrecke durch eine moorige Niederung wieder im verkarsteten Untergrund versickert. Nach Norden erstreckt sich das Gemeindeareal auf den angrenzenden breiten Höhenrücken von Le Mémont mit dem Bois Banal (1045 m) und dem Bois de la Verdage. Mit 1063 m wird auf der Höhe oberhalb des Dorfes die höchste Erhebung von Le Bizot erreicht. Dieser Höhenzug bildet in geologisch-tektonischer Hinsicht eine Antiklinale des Faltenjuras und ist gemäß der Streichrichtung des Gebirges in dieser Region in Richtung Südwest-Nordost orientiert. Auf dem Höhenrücken befindet sich das rund 1 km² große, oberirdisch abflusslose Becken von Le Mémont, das zur Hauptsache zu Le Bizot gehört.
Zu Le Bizot gehören neben dem eigentlichen Ort auch der Weiler La Bousotte (920 m) auf dem Hochplateau von Maîche sowie verschiedene Einzelhöfe. Nachbargemeinden von Le Bizot sind Mont-de-Laval und Le Mémont im Norden, Le Russey und Narbief im Osten, La Chenalotte und Noël-Cerneux im Süden sowie Le Bélieu und La Bosse im Westen.

## Geschichte
Im Mittelalter gehörte Le Bizot zur Herrschaft Réaumont, die unter der Oberhoheit der Herren von Montfaucon, ab dem 15. Jahrhundert unter derjenigen der Grafen von Montbéliard stand. Die Ortschaft bildete zu dieser Zeit den Mittelpunkt einer ausgedehnten Pfarrei. Nachdem die Burg Réaumont 1639 von Truppen des Herzogs Bernhard von Sachsen-Weimar zerstört worden war, wurde Le Bizot zum Sitz der Herrschaft, wovon heute noch das Maison de Justice zeugt. Zusammen mit der Franche-Comté gelangte das Dorf mit dem Frieden von Nimwegen 1678 an Frankreich.
Mit 1. Januar 2009 erfolgte eine Änderung der Arrondissementszugehörigkeit der Gemeinde. Bislang zum Arrondissement Montbéliard gehörend, kamen alle Gemeinden des Kantons zum Arrondissement Pontarlier.

## Sehenswürdigkeiten
Die Dorfkirche Saint-Georges wurde Ende des 15. und Anfang des 16. Jahrhunderts an der Stelle einer mittelalterlichen Kirche (erste Hälfte des 14. Jahrhunderts), die 1476 zerstört worden war, im Stil der Spätgotik neu erbaut. Der Glockenturm mit Vorhof stammt von 1733. Die dreischiffige Kirche besitzt eine reiche Ausstattung, darunter eine Kanzel aus dem 17. Jahrhundert, Altäre aus dem 17. und 18. Jahrhundert, Statuen aus dem 15. bis 17. Jahrhundert sowie bemerkenswerte Wand- und Glasmalereien. Die Kapelle Notre-Dame de Lourdes wurde 1876 eingeweiht.
Zu den profanen Bauwerken zählen das Maison de Justice, dessen älteste Teile aus dem 16. Jahrhundert stammen, sowie das Maison des Moines (Anfang 17. Jahrhundert). Ferner sind verschiedene Bauernhäuser aus dem 18. Jahrhundert im charakteristischen Stil des Haut-Doubs erhalten.

## Bevölkerung
| Jahr                       | 1962 | 1968 | 1975 | 1982 | 1990 | 1999 | 2005 | 2016 |
| Einwohner                  | 140  | 129  | 94   | 131  | 146  | 198  | 243  | 309  |
| Quellen: Cassini und INSEE |      |      |      |      |      |      |      |      |

Mit 304 Einwohnern (Stand 1. Januar 2022) gehört Le Bizot zu den kleinen Gemeinden des Département Doubs. Nachdem die Einwohnerzahl in der ersten Hälfte des 20. Jahrhunderts deutlich abgenommen hatte (1896 wurden noch 246 Personen gezählt), wurde seit Mitte der 1970er Jahre wieder ein kontinuierliches Bevölkerungswachstum verzeichnet.

## Wirtschaft und Infrastruktur
Le Bizot war bis weit ins 20. Jahrhundert hinein ein vorwiegend durch die Landwirtschaft (Viehzucht und Milchwirtschaft) und Forstwirtschaft geprägtes Dorf. Daneben gibt es heute einige Betriebe des lokalen Kleingewerbes. Viele Erwerbstätige sind auch Wegpendler, die in den umliegenden größeren Ortschaften ihrer Arbeit nachgehen.
Die Ortschaft liegt abseits der größeren Durchgangsstraßen, ist aber von der Hauptstraße D437 (Montbéliard-Morteau) leicht erreichbar. Weitere Straßenverbindungen bestehen mit Le Russey, Le Mémont, La Bosse und Le Bélieu.